# Daniss Zsigmond
Daniss Zsigmond (Székesfehérvár, 1817. január 7. – Tótfalu, 1863. április 21.) katolikus pap, költő.

## Élete
Atyja hivatalnok volt; a gymnasiumot szülővárosában, a bölcseletet Vácon végezte. 1834-ben Székesfehérvárt a növendékpapok közé lépett és a hittudományok hallgatására Bécsbe a Pázmáneumba küldték. 1840-ben áldozópappá szentelték; ezután mint magánnevelő s segédlelkész működött; később agárdi, majd tótfalusi lelkész lett.

## Munkái
A Regélő és Honművész 1836–37-ben költeményeket hozott tőle K. Zs. jegyek alatt 1851-től a Katholikus Néplapba irt több beszélyt, és Katholikus hitélet című leveleket. Vörösmarty Mihálynak nagy tisztelője volt és a velencei gyászünnepélyen beszédet mondott fölötte.